# سريتشكو ميتروفيتش
سريتشكو ميتروفيتش (بالإنجليزية: Srećko Mitrović)‏ هو لاعب كرة قدم أسترالي في مركز الوسط، ولد في 17 فبراير 1984 في زينيتسا في البوسنة والهرسك. لعب مع بوليتنيكا ياشي ونادي أسكولي ونادي إيست بنغال ونادي صباح.

## وصلات خارجية
- سريتشكو ميتروفيتش على موقع قاعدة بيانات كرة القدم.إي يو (الإنجليزية)
- سريتشكو ميتروفيتش على موقع Soccerway.com (الإنجليزية)